# Священний каштан

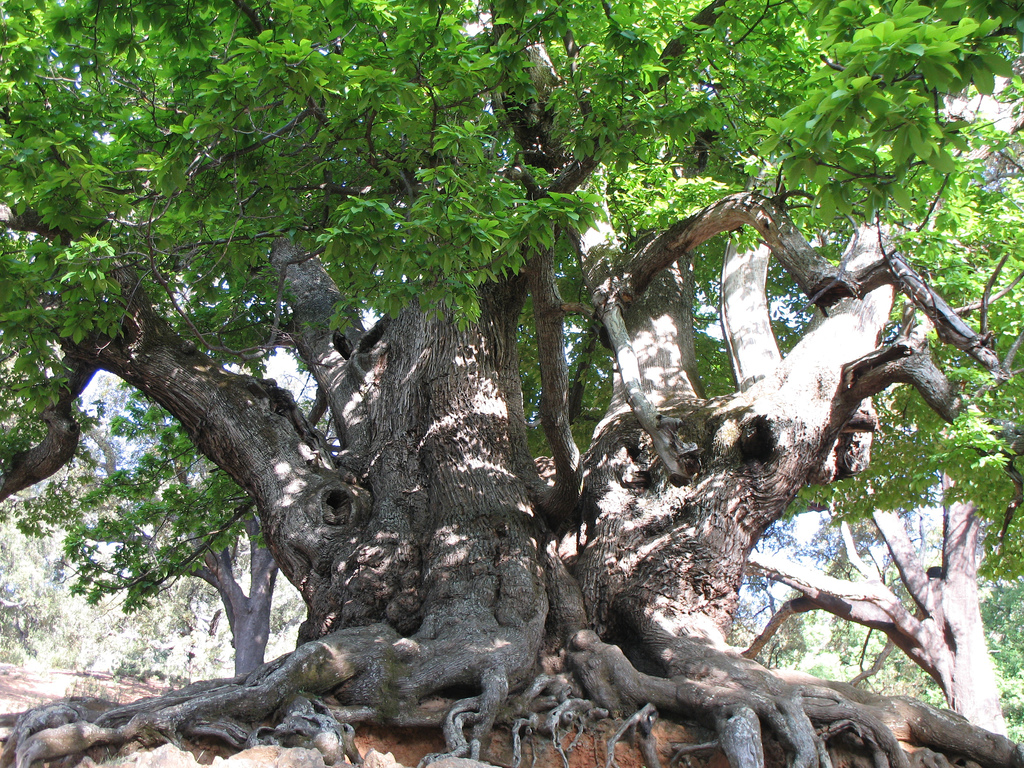
Священний каштан (Castaño Santo)

Священний каштан (Castaño Santo)  —  шановане древнє каштанове дерево (Castanea sativa) в Іспанії у Сьєрра-де-лас-Н'євес, Андалусія. Вік каштана становить 800 - 1000 років. На висоті 1,30 м від землі стовбур має окружність 15 м, а на рівні землі – близько 22 метрів.  Його загальна висота - 24,5 м.  Промір крони - 27,40 м в напрямку N-S, а в напрямку E-W - 23,70 м.  Проектована площа корони 510 м². Ймовірно, каштан є найстаріше з усіх дерев у провінції Малага. Дерево розташоване приблизно в 37 кілометрах від села Істан при дорозі з Монди в Лас-Вегас на висоті близько 710 метрів над рівнем моря. Легенда розповідає, що в горах, де росте це древнє дерево, в історії відбувалися великі подвиги.  Серед них  - повстання маврів у Сьєрра-Бермеха на зорі 16 століття. Згідно з легендою, у 1501 році Фердинанд Католик (арагонською: Ferrando II o Catolico) відслужив подячну месу під його гілками. У 1985 році уряд Андалузії оголосив каштан пам'яткою природи .
Багато відвідувачів намагаються забрати із собою грудку землі з-під дерева, оголюючи коріння.